# Ángeles López de Ayala
Pour les articles homonymes, voir López de Ayala, López et Ayala.
Ángeles López de Ayala y Molero, née à Séville le 21 septembre 1858 et morte à Barcelone le 29 janvier 1926, est une intellectuelle féministe espagnole, également dramaturge et journaliste.
Elle est une grande figure du féminisme et de la libre-pensée.

## Biographie
Nièce du poète Adelardo López de Ayala, elle reçoit une éducation religieuse au couvent de Santa Catalina, à Osuna, puis entre comme novice au couvent de Santa María de Marchena. Elle abandonne le monastère au bout de deux ans pour s'orienter vers les études de lettres.
À l'âge de seize ans, elle termine un roman en quatre tomes, intitulé El triunfo de la virtud (Le triomphe de la vertu), et collabore peu après à des publications telles que La Educación, El Fígaro, El Hispalense et El Disparate.
Elle se marie en 1881 avec le musicien catalan Joan Pon i Angelet et s'installe à Madrid où elle termine son cursus universitaire auprès de Joaquín Ponce de León.

En 1887, elle publie Los terremotos de Andalucía o Justicia de Dios. Grande militante des droits des femmes, elle affirme la nécessité de s'émanciper de l'Église et de la suprématie masculine. Parallèlement, elle commence une campagne contre l'institution royaliste pour laquelle elle est arrêtée. En 1889, elle déménage à Santander, mais sa maison est la cible d'un attentat.

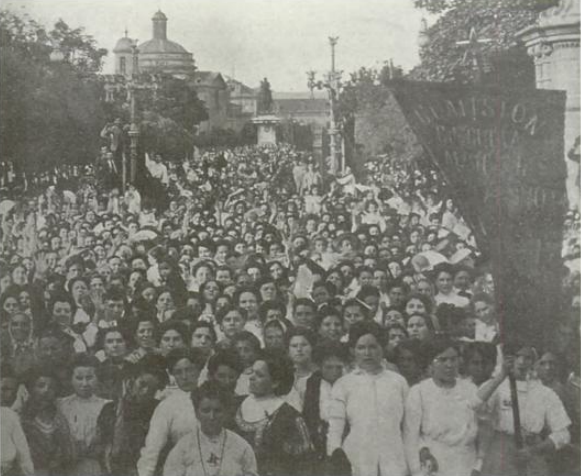
Manifestation de femmes à Barcelone, convoquée par Ángeles López de Ayala, le 10 juillet 1910, en faveur de l'éducation laïque.

À l'âge de 30 ans, en 1888, elle s'installe à Barcelone où elle poursuit une intense activité militante dans le quartier de Gràcia. Elle y fonde les hebdomadaires El Progreso (1896), El  Gladiador (1906) qui traitent de la condition des femmes, puis El  Libertador (1910), journal anarchiste.
Foncièrement républicaine, féministe et franc-maçonne, elle fonde en 1892 la Société Autonome des Femmes de Barcelone, avec Teresa Claramunt et Amalia Domingo. Cette organisation est considérée comme étant la première organisation féministe en Espagne.
Ángeles López de Ayala est également la fondatrice de la Société Progressive Féminine en 1898.
Elle soutient également de nombreux projets sociaux, dont une école laïque du soir, une chorale et une compagnie de théâtre et travaille dans une école pour les enfants sourds et muets.
Le 10 juillet 1910, elle organise une grande manifestation de femmes à Barcelone, avec comme mots d'ordre l'émancipation de la femme, la libre-pensée et la République.
Elle passe, durant sa vie, trois années en prison pour ses prises de position et ses activités politiques. Elle meurt à Barcelone en 1926, avant l'avènement de la Deuxième République, alors que se diffusent les courants féministes de Las Sinsombrero dans les arts, de la Génération de 14 dans la vie publique, ainsi que du Lyceum Club Femenino, de la Residencia de Señoritas de Madrid et de la Residència Internacional de Senyoretes Estudiants de Barcelone à l'université.